# Željko Šturanović

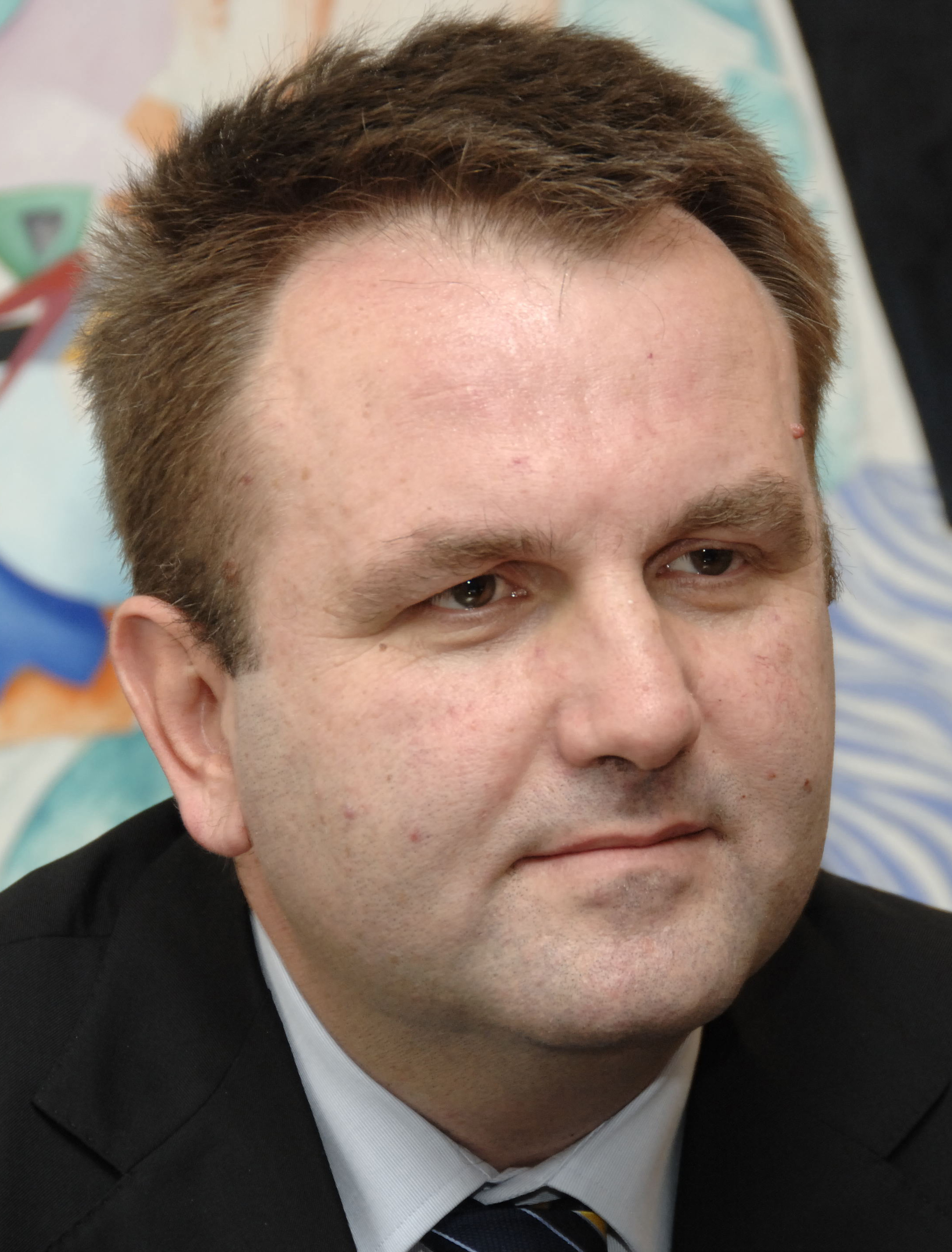
Željko Šturanović

Željko Šturanović, född 31 januari 1960 i Nikšić, död 30 juni 2014 i Villejuif nära Paris, var en montenegrinsk politiker som var landets premiärminister 2006–2008. Han efterträdde Milo Đukanović på premiärministerposten den 10 november 2006, men avgick på grund av hälsoskäl 31 januari 2008, samma dag som han fyllde 48 år. Milo Đukanović återtog då premiärministerposten från den 29 februari 2008. 
Šturanović tillhörde Demokratiska socialistpartiet i Montenegro (DPS) och var justitieminister under Đukanovićs föregående mandatperiod. 
Šturanović diagnisticerades med en ovanlig tumör på lungorna kort efter tillträdandet som premiärminister, men bedömdes då som tillräckligt frisk för att sköta sina plikter . Förre premiärministern Đukanović stödde honom då i hans administrativa uppgifter.
Šturanović avgick ändå den 31 januari 2008, med skälet att behandlingen av sjukdomen föreskrev honom att arbeta mycket mindre än vad han egentligen skulle behöva som premiärminister. Han stannade på sin tjänst tills Đukanović godkändes av parlamentet och svors in i slutet av februari.